# Сад датского короля
Сад датского короля (эст. Taani kuninga aed) — небольшой парк на Вышгороде города Таллина, столицы Эстонии. Северной границей сада является часть крепостной стены с башнями Девичьей, Кик-ин-де-Кёк и Талли. Со стороны Вышгорода в сад ведёт проход от юго-восточной стороны Собора Александра Невского, со стороны нижнего города в сад ведёт улица Люхике-Ялг, а также лестница с улицы Рюйтли.
Из сада открывается вид на город, церковь Нигулисте и средневековые здания.

## История
В 1219 году под предлогом помощи германским колонистам в Прибалтике и с благословения папы Римского войско датского короля Вальдемара II, прозванного впоследствии Победителем, высадилось недалеко от Колывани (дат. Lyndanisse) и, захватив городище, расположилось возле холма Тоомпеа.
15 июня 1219 года датское войско во главе с королём и епископами подверглось нападению отрядов эстов. Их атака была настолько неожиданной, что часть датских отрядов начала отступать. Тогда, согласно легенде, епископы поднялись на холм и воззвали к Богу о помощи. Внезапно с небес опустилось большое красное полотно с прямым белым крестом — Даннеброг (Флаг Дании). Уверенные в Божьем знамении датчане воспрянули духом и победили язычников.
По другой легенде свое название место получило от благодарных жителей города, когда в 1311 году датский король Эрик Менвед уладил спор, инициированный Иоганнесом Каннесом, между гражданами независимого нижнего города и правителями эстонского кантона Тоомпеа в вопросе строительства городских крепостных стен. Гражданам и купцам гарантировались их права и свободы по королевской привилегии. С разрешения короля купцы и ремесленники пригорода могли продолжать свою деятельность в этом месте. Право, предоставленное нижнему городу навсегда остаться на склоне горы Тоомпеа, было свободой, пользованию которой «никому никогда не разрешалось препятствовать или беспокоить» жителей города. 
День победы в битве при Линданисе, известной так же под названием Ревельская битва, стал отмечаться как день рождения Даннеброга.
Каждое лето в Саду датского короля в Таллине проходит праздник в честь Даннеброга, который пользуется большим успехом у туристов из Дании. По легенде статуя — стилизованный железный рыцарь в саду — указывает на место, где флаг опустился на землю.

## Галерея

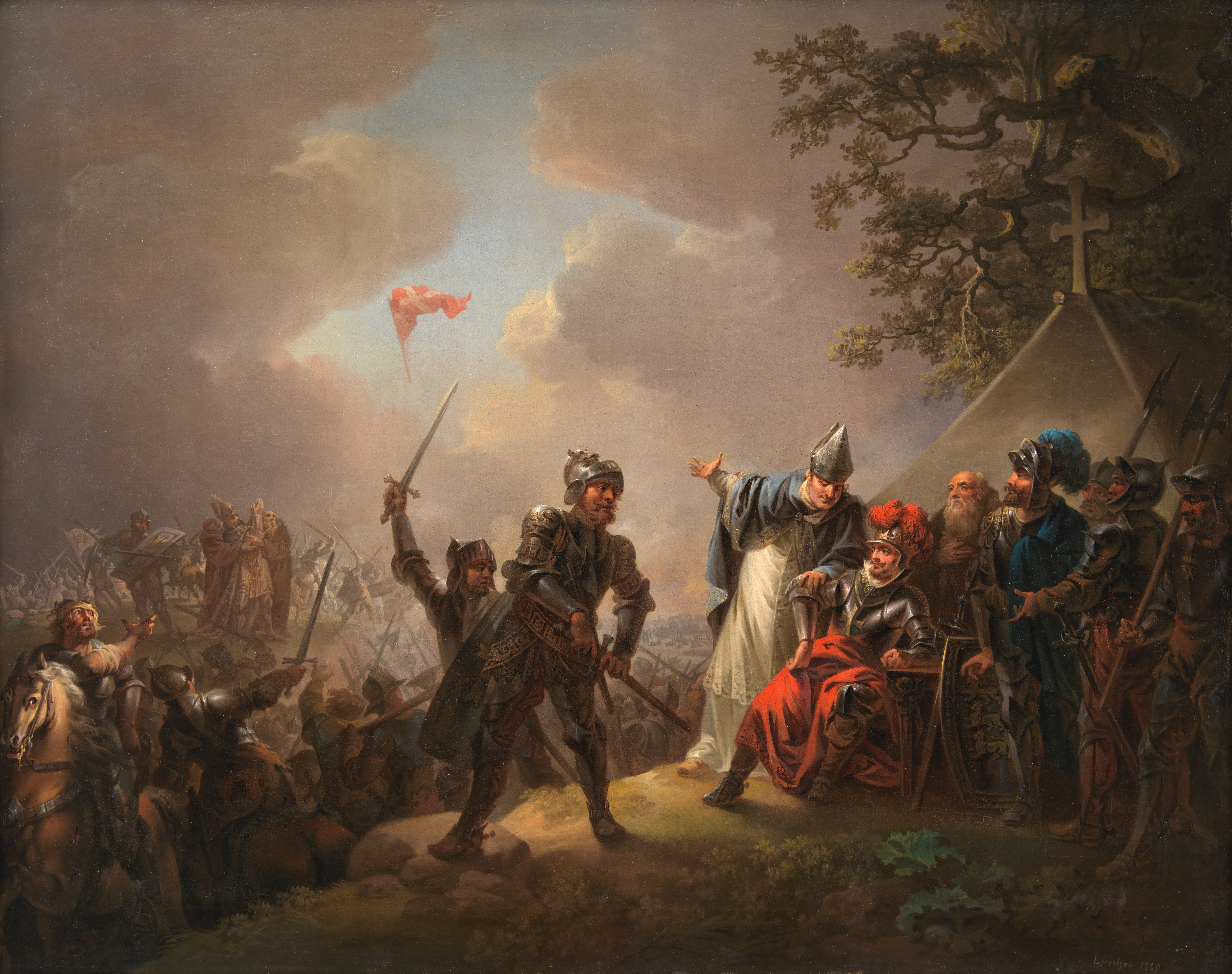
К. Лоренцен, 1809. Спуск Даннеброга во время битвы при Колывани 15 июня 1219 года
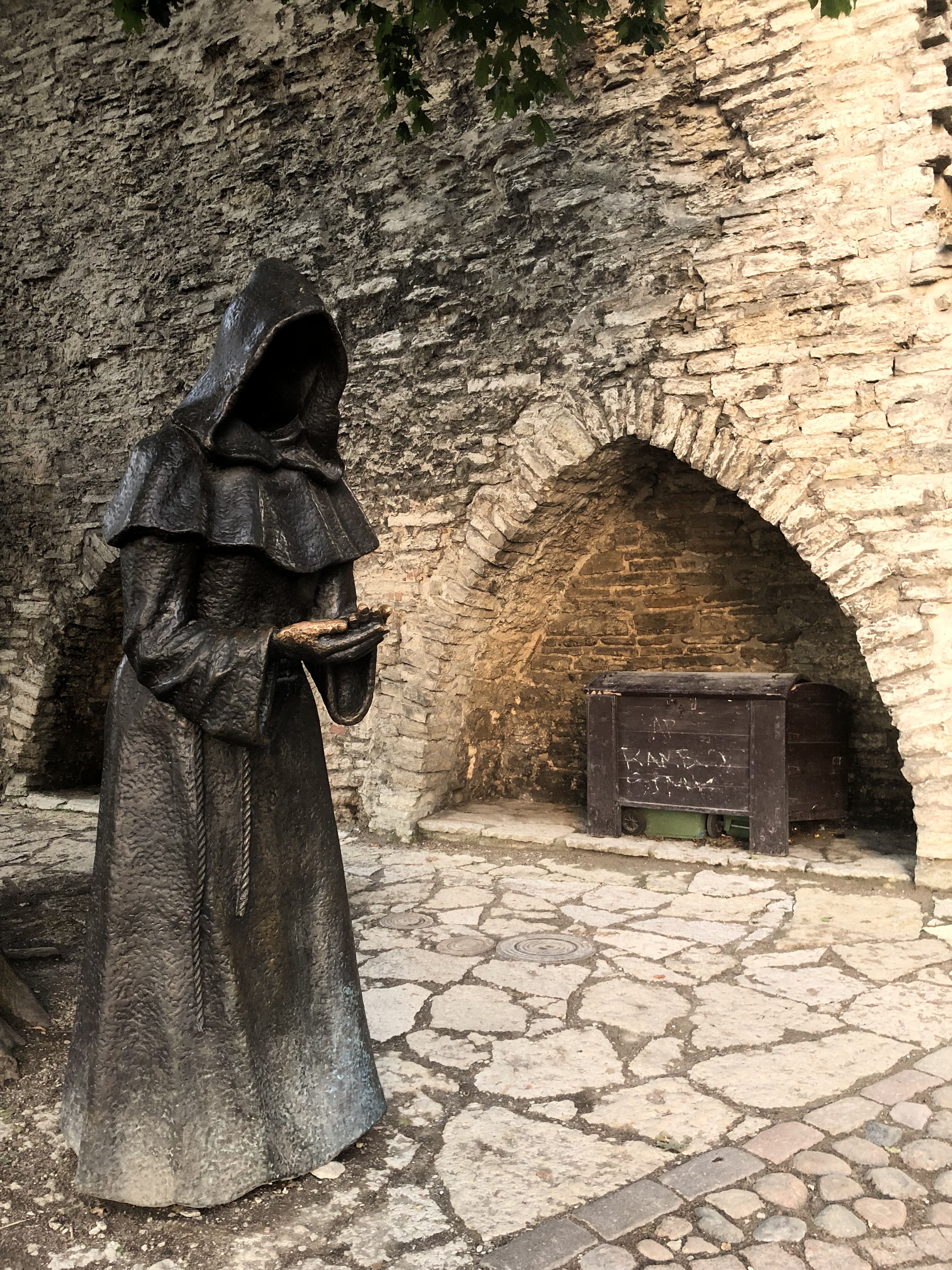
Одна из трёх скульптур монахов
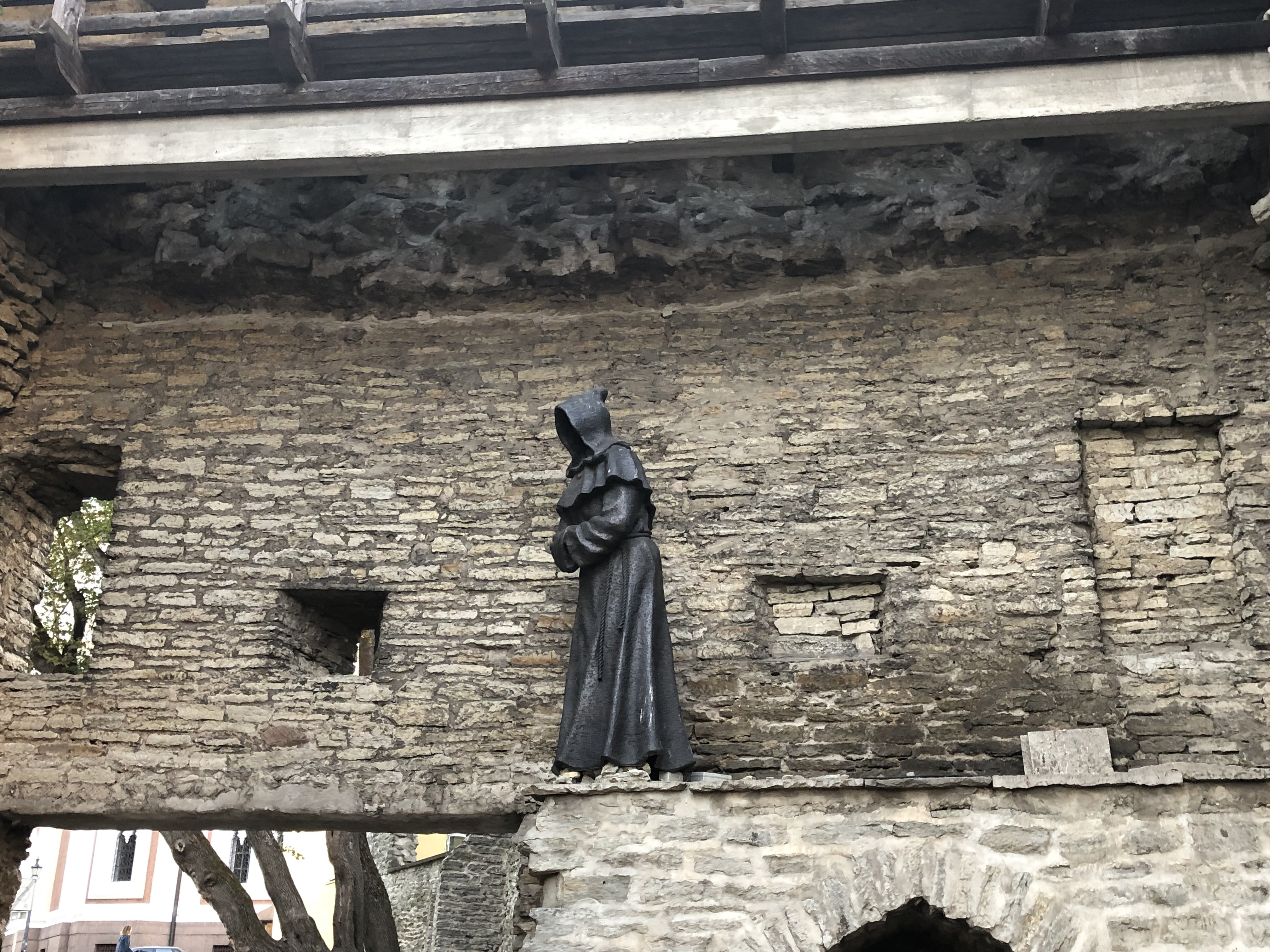
Скульптура монаха на крепостной стене
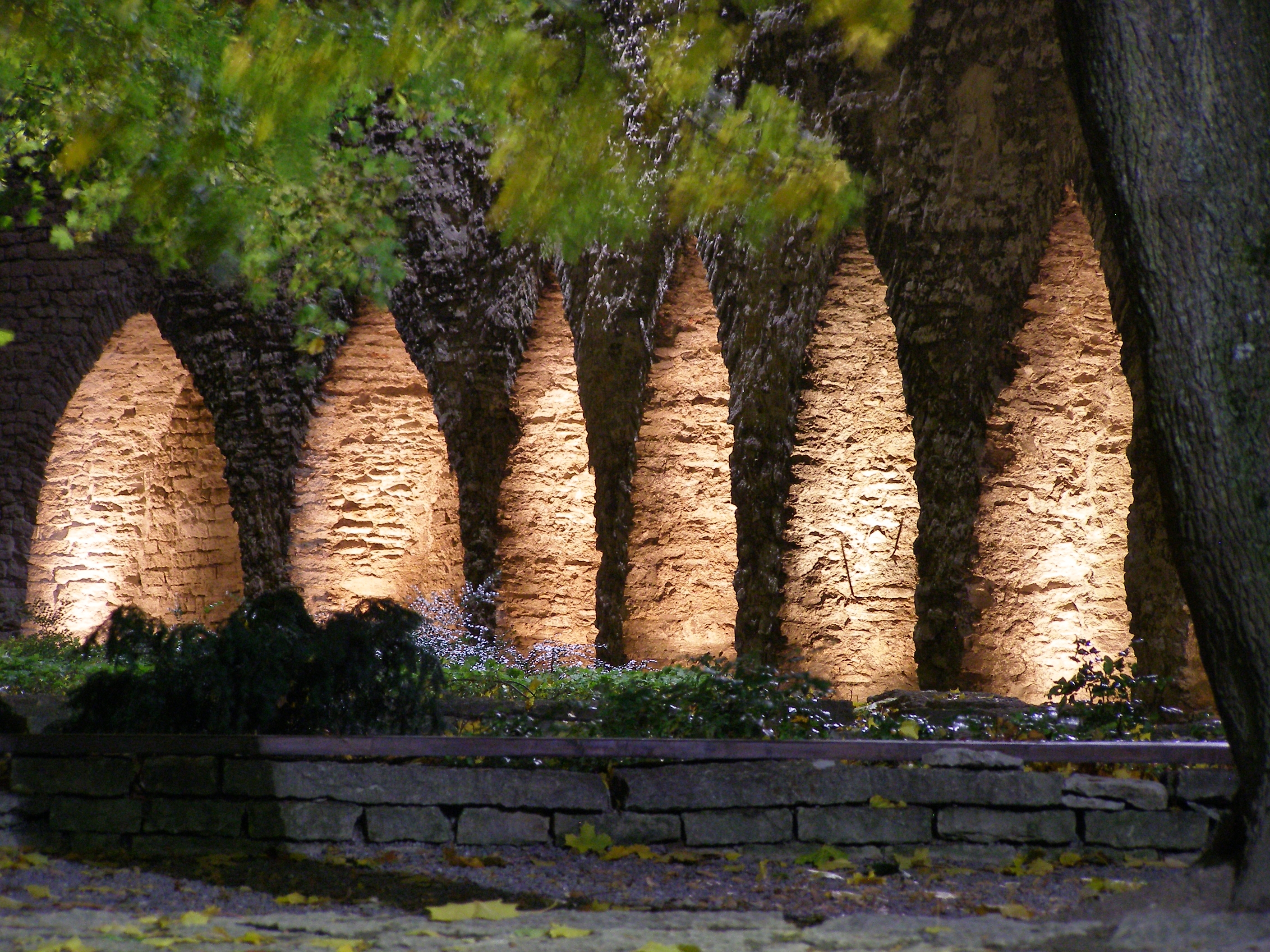
Вечернее освещение парка
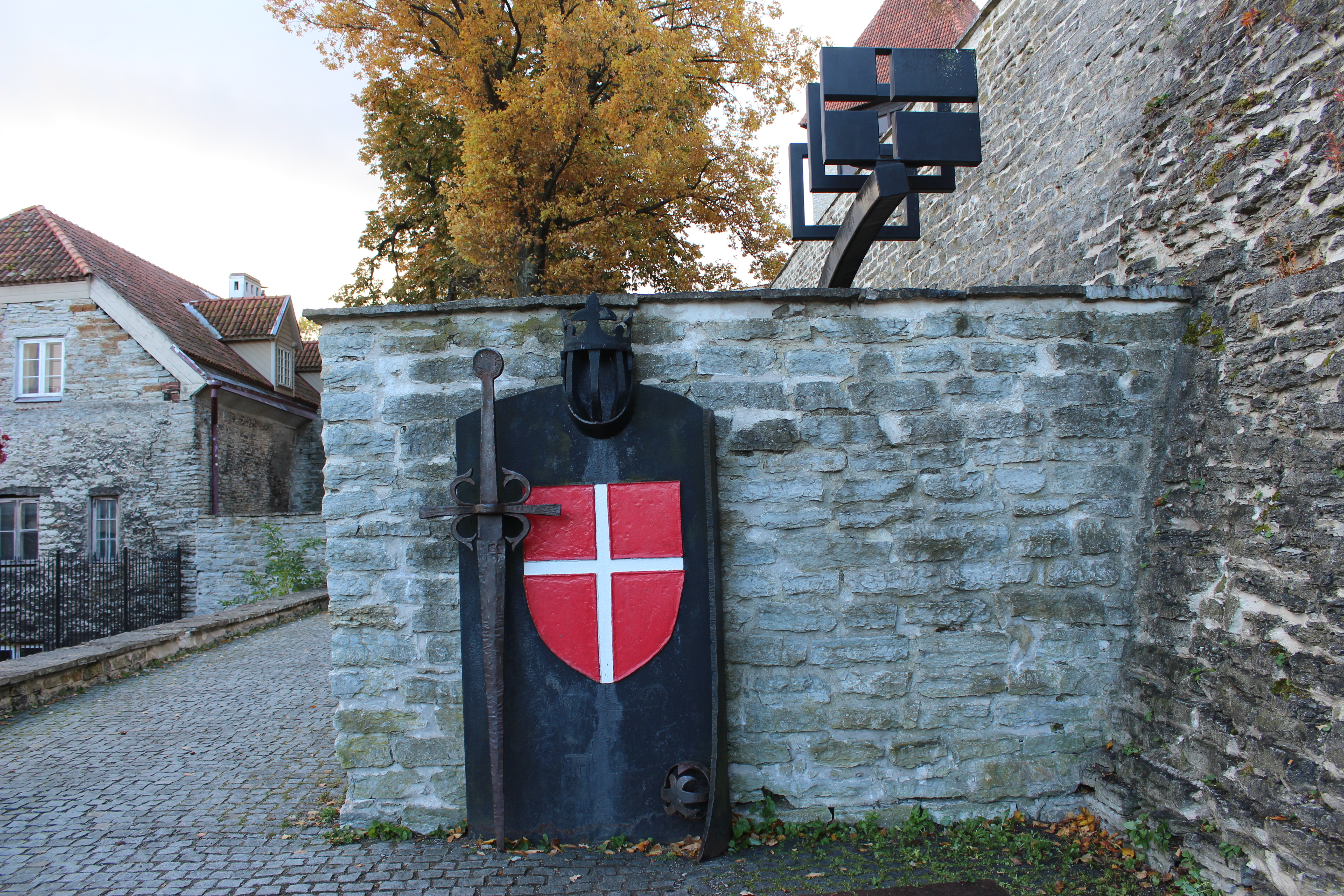
Место, где, по преданию, опустился датский флаг